# BMW S1000RR
BMW S1000RR je motocykl německé automobilky BMW, kategorie supersport.

## Historie
Výroba modelu BMW S1000RR byla zahájena v roce 2009. Jde o první model značky BMW v kategorii supersport.

## Technické parametry
- Rám: hliníkový páteřový
- Suchá hmotnost: 183 kg
- Pohotovostní hmotnost: 204 kg
- Druh kol: litá
- Nejvyšší rychlost: 299 km/h
- Spotřeba paliva:

## Galerie

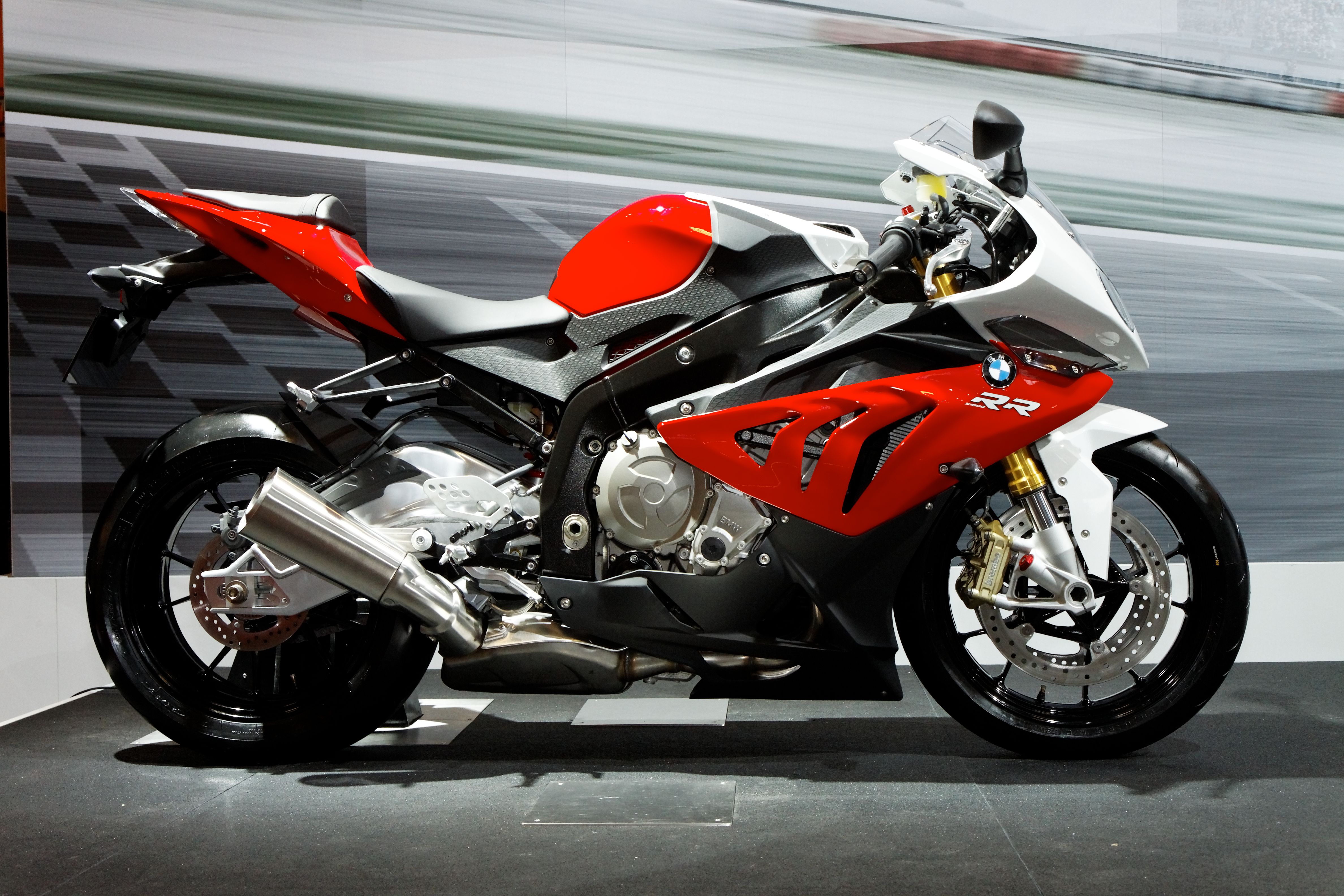
BMW S1000RR